# Вотанизм
Wotansvolk («Народ Вотана») — белое националистическое направление германского неоязычества, созданное в начале 1990-х годов Дэвидом Лейном, Роном МакВаном, Катей Лейн, когда Лейн отбывал 190-летний тюремный срок за участие в революционной внутренней террористической организации сторонников превосходства «белой расы» The Order. Дэвид Лейн и его жена Катюша «Катя» Мэддокс (англ. Katuscha «Katya» Maddox) создали издательство 14 Word Press для распространения сочинений Лейна. Рон МакВан присоединился к издательству в 1995 году и основал Храм Вотана (соавтор книги с тем же названием). 14 Word Press — Wotansvolk опубликовало несколько книг по практике вотанизма, прекратив своё существование в начале 2000-х годов.

## История
Wotansvolk был основан после публикации Дэвидом Лейном в 1995 году статьи «Народ Вотана» («Wotan’s Folk»), которая дала название группе. Вотан — германское имя Одина, центральной фигуры скандинавской мифологии и других германских мифологий. Лейн публиковал работы на темы превосходства «белой расы» и неоязычества в своём издательстве 14 Word Press вместе со своей женой Катей Лейн и Роном МакВаном, художником, который стал участвовать в движении сторонников превосходства белой расы с 1970-х годов после прочтения работ белого супермасиста Бена Классена. Wotansvolk со штаб-квартирой в горах недалеко от Сент-Мэрис, штат Айдахо, быстро превратился в «динамичный пропагандистский центр, который распространял своё послание по Соединённым Штатам и за рубежом».
Основанная в то время, когда Интернет совершил революцию в средствах связи, группа создала веб-сайт в 1995 году, а в 1997 году получила собственный домен 14words.com. В 2001 году был создан онлайн-чат, чтобы связать германских неоязычников со всего мира в общей культуре «white power». Первая европейская группа Wotansvolk была создана весной 1996 года в Лондоне. По словам Маттиаса Гарделла, Wotansvolk был основан не как членская организация, а скорее как пропагандистский центр, обеспечивающий «философскую основу для независимых сородичей (kindreds) и братств» с большим количеством отдельных сторонников, помогающих распространять материалы Wotansvolk в своих местных сообществах. Помимо иллюстрирования публикаций группы, МакВан использовал одинизм в бизнесе, продавая такие артефакты, как рунические посохи, молоты Тора или церемониальные рога для питья.
Ряд неоязыческих групп из числа white power ссылаются на Wotansvolk в своих текстах, включая альбом Darken Creed of Iron и альбом Dissident A Cog in the Wheel. Первоначальная группа в конце концов распалась в 2002 году, когда управление Wotansvolk было передано Джону Посту в Напе, Калифорния. В марте того же года Post объявила о создании Национального альянса тюремных сородичей (National Prison Kindred Alliance) в результате совместных усилий Wotansvolk и ряда независимых «племенных» сетей асатру / одинистов, стремящихся улучшить свои религиозные права в тюрьмах.

### Распространение в американских тюрьмах
Wotansvolk вёл успешную программу работы с тюрьмами. Исследование Маттиаса Гарделла показало «возрождение (нео)язычества среди белых заключённых, включая обращение целых тюремных банд в исконную религию […] отчасти из-за репутации Лейна и его связи с легендарным Брюдерс Швайген, признание Wotansvolk высоко среди арийской части заключённых». По состоянию на январь 2001 года Wotansvolk обслуживал более 5000 заключенных, включая нескольких членов The Order, таких как Дэвид Лейн и Ричард Скутари. К осени 1996 года тюремных сородичей было меньше сотни; к 2000 году их было более трехсот. Однако тюремные власти часто разбивают группы, распределяя их членов по различным учреждениям. Предвыборная кампания Лейна способствовала тому, что теперь все штаты разрешают любому заключенному носить молот Тора в качестве религиозного медальона.
Если в тюрьме действует много групп сторонников превосходства «белой расы», эта организация, по словам Гарделла, выглядит «более успешной в своей информационно-просветительской деятельности, чем другие программы асатру / одинизма». Нерасистские версии асатру и одинизма защищены в США свободой слова и религии, но содержащие идеологию насилия и расистские религиозные направления, такие как вотанизм, могут быть запрещены или ограничены в тюрьмах. Хотя в средствах массовой информации это движение в первую очередь ассоциируется с тюремной культурой, соучредитель Wotansvolk Катя Лейн заявила в интервью 1999 года, что заключенные составляют лишь примерно 20 % последователей Wotansvolk (Wotansvolkers) в Соединённых Штатах.

## Учение
Wotansvolk основан на сочетании идей белого превосходства, юнгианской психологии, движения фёлькише и оккультного нацизма. Лейн также был одним из первых сторонников теории заговора о «Сионистском оккупационном правительстве», согласно которой «правительство США контролируется расовыми врагами, использующими свою военную мощь для установления глобальной еврейской диктатуры». Убеждённый, что «белый» человек находится на грани исчезновения, Лейн придумал лозунг «Четырнадцать слов» как объединяющий для сторонников превосходства «белой расы». Группа восхваляет мифологизированную версию эпохи викингов с одинизмом в качестве религиозного компонента. Сторонники Wotansvolk цитируют повлиявшие на учение работы ариософа Гвидо фон Листа и философа Фридриха Ницше.

### Раса
Wotansvolk продвигает «панарийство», форму национализма, восходящую к «белой» идентичности. Войны, происходящие в Северной Ирландии и Югославии рассматриваются как следствие искусственных границ, навязанных врагами «белой расы» по принципу «разделяй и властвуй». Последователи Wotansvolk поддерживали Адольфа Гитлера и других нацистов как «узников» этих искусственных границ.
Последователи движения часто выборочно цитируют теории Карла Юнга об «арийском» коллективном подсознании, которое они приравнивают к «расовой душе» нацизма. Особо цитируется статья Юнга 1936 года «Вотан».

### «Белая революция»
Стремясь к «белой революции», Wotansvolk поддержал стратегию «сопротивления без лидера», первоначально разработанную Луисом Бимом. Собственная версия Wotansvolk заключалась в тактическом разделении между открытым пропагандистским подразделением и военизированным подпольем. Миссия открытой части заключалась в том, чтобы «противодействовать пропаганде, спонсируемой системой», «просвещать народ» и «обеспечивать резерв людей, из которого можно [вербовать] тайное или военное подразделение». Понимая, что открыто расистское пропагандистское подразделение будет находиться «под пристальным вниманием» властей, Лейн к 1994 году подчёркивал необходимость для членов «действовать в рамках [законных] параметров» и быть «строго отделёнными» от военного подполья. Военизированному крылу придётся «действовать небольшими автономными ячейками, чем меньше, тем лучше, даже в одиночку», чтобы его члены в первую очередь нацеливались на «слабые места в инфраструктуре» промышленно развитых обществ при помощи «огня, бомб, огнестрельного оружия, террора, разрушения и уничтожения». Лейн добавил, что «все и каждый, кто выполнял ценные услуги для системы, являются целями», и что «особое внимание и беспощадный террор обрушиваются на тех белых, которые совершают расовую измену».
Лейн считал лояльность Соединённым Штатам «расовой изменой», поскольку, по его мнению, что США активно осуществляют геноцид «белых» людей.
Хотя последователи Wotansvolk поддержали проект белых сепаратистов по созданию Северо-Западного территориального императива, они в целом отвергли конституцию белого этногосударства, предложенную неонацистской организацией «Арийские нации» в апреле 1996 года, на том основании, что она ограничивала свободы, особенно свободу вероисповедания.
Для Лейна религия в конечном счете является политическим оружием: на библейское «Воздатите кесарева кесареви» Wotansvolk отвечает: «Отрубите голову ZOG и скормите её псам. Правительство без согласия управляемых есть тирания и воровство».

### Антихристианство
Дэвид Лейн приписывал нынешнюю слабость «арийского человека» христианству, вероучению, «диаметрально противоположному естественному порядку» и являющемуся частью еврейского заговора с целью править миром. «Бог не любовь», сказал он, «Бог-Творец создал львов, чтобы они ели ягнят, он создал ястребов, чтобы они ели воробьев. Сострадание между видами противоречит закону природы. Жизнь — это борьба, а отсутствие борьбы — смерть».
Несмотря на презрение Лейна к христианству, он считал, что Библия содержит секретные коды, скрытые дохристианскими, нееврейскими «арийскими» мастерами. Лейн заявил, что этот библейский код был перенесен в Библию короля Якова, которую, как он полагал, перевел сэр Фрэнсис Бэкон. Лейн также проповедовал «пророчество о пирамиде», в котором, по его словам, говорилось, что его имя и дата рождения были предсказаны в Библии как связанные с пришествием антихриста и воплощающие духи Марса, Тора и царя Давида, и он описывается как «Человек пророчества», «Человек 666» и « Джозеф Смит из вотанизма». Рон МакВан осуждал афроамериканцев, которые «рьяно подчёркивают суровость 200-летнего рабства в этой стране», и евреев, которые «истерически и бесконечно разглагольствуют о предполагаемом холокосте», противопоставляя им «свободомыслящих арийских язычников, алхимиков и учёных, [которые] пострадали от христианских погромов и инквизиции. Это была спланированная религиозная резня невинных, не имеющая аналогов в западном мире».
МакВан утверждал, что главной причиной падения и вырождения «арийцев», живших ранее в золотом веке, является духовное наступление еврейского христианства. По его словам, народ постепенно терял осознание себя как расы. МакВан писал в 1999 году: «Если когда-либо и происходило рождение трагедии, то это было тогда, когда арийский человек отвернулся от коренных богов своей расы».

### Вотанизм

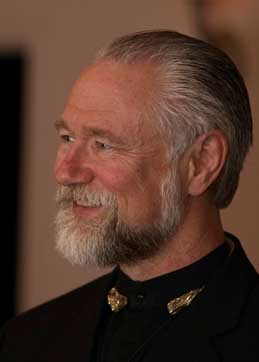
Стивен Макналлен

Рон МакВан развивал идеи ариософии Wotansvolk в двух книгах под названием Creed of Iron (1997) и Temple of Wotan (2000), где сформулировал проект возрождения утраченного «народного сознания» и возвращения «белых» людей к их «арийским расовым корням». Вотанизм представлен МакВаном как «внутренний голос арийской души, который связывает бесконечное прошлое с бесконечным будущим». Для МакВана Вотан — германское имя Одина — символизирует «сущностную душу и дух арийского народа», который проявляется как воинственный бог с железной волей. Имя «Вотан» («Wotan») было выбрано вместо «Один», также потому, что оно использовалось как аббревиатура выражения «воля арийских народов» («will of the Aryan nations»). По словам Джеймса Р. Льюиса и Джеспера А. Петерсена, «нет онтологического различия, разделяющего арийского человека и арийских богов. Они воспринимаются как родственники, отличающиеся по силе, а не по своей природе». МакВан культивировал «тайну крови», веру в то, что несмешанная «арийская» кровь несёт генетическую память о расовом происхождении со всеми его богами, полубогами и героями золотого века. По мнению МакВана, что «ариец» способен воссоединиться с архетипическими богами крови, «пробудить божественность, которая течёт внутри него». «Раса без своих мифов и религии крови, — утверждал МакВан, — бесцельно движется по истории».
Вотанизм, в отличие от самоотверженного христианства, рассматривается как «естественная религия», проповедующая «войну, грабеж и секс». Последователи Лейна, считающие его народным героем, рассматривают «14 слов» и «88 заповедей» как священные тексты, а сочинения Лейна — как основополагающие тексты. В первую очередь они рассматривают богов через призму «мягкого политеизма» как юнгианские архетипы, хотя Лейн говорил, что можно быть деистом, пантеистом или атеистом и оставаться последователем Wotansvolk. МакВан и Лейн описали множество ритуалов и практик, ни одна из которых не считается обязательной для практикующих. Лейн часто использовал термины «одинист» и «вотанист» как синонимы в своих трудах. Южный центр правовой защиты бедноты рассматривает вотанизм Лейна как форму одинизма. Рон МакВан называл его «язычником» («Heathen») .
Асатруары-универсалисты, особенно организация The Troth и некоторые одинисты, не принадлежащие к направлению фёлькише, отвергли то, что они считают попыткой присвоить возрождение древней родной веры Северной Европы в политических и расовых целях. Одинисты-фёлькише, такие как Стивен МакНаллен из Народной ассамблеи асатру, в целом разделяют «Четырнадцать слов» Лейна, хотя, как правило, не поддерживают внутренний терроризм в качестве средства для создания белого этногосударства.